# Martina Lenzini
Martina Lenzini (* 23. Juli 1998 in Fanano) ist eine italienische Fußballspielerin.

## Karriere

### Klub
Sie begann ihre Karriere im Jahr 2012 bei Olimpia Vignola und wechselte danach zu Brescia CF. Diese verliehen sie zur Saison 2014/15 zu Imolese Calcio. Nach ihrer Rückkehr zu ihrem Stammklub kam sie für diesen auch zum Einsatz. Im August 2017 folgte dann ihr Wechsel zu Juventus Turin, welche sie nach einer Saison mit vier Einsätzen erst einmal für einige Zeit zu US Sassuolo verliehen. In ihren drei Spielzeiten hier wurde sie zu einer wichtigen Stütze für die Mannschaft. Zur Saison 2021/22 kehrte sie dann zu Juventus zurück und kommt für diese nun auch relativ regelmäßig zu ähnlichen Einsatzzahlen.

### Nationalmannschaft
Mit der italienischen U19 nahm sie an der Qualifikation für die Europameisterschaft im Jahr 2017 teil. Nach weiteren Spielen im nächsten Jahr war sie dann auch bei der Endrunde dabei und kam hier bei allen drei Spielen zum Einsatz.
Nachdem sie schon 2018 erstmals für die A-Nationalmannschaft nominiert worden war, folgte ihr erster Einsatz im Nationaltrikot dann am 7. März 2020 bei einem 3:0-Sieg über Neuseeland während des Algarve-Cups. In der nächsten Zeit folgten dann noch hin und wieder weitere Einsätze. So kam sie dann auch zu ihrer Nominierung für die Europameisterschaft 2022, wo sie aber ohne Einsatz verblieb. Vor und nach diesem Turnier bekam sie aber auch stets Einsätze in der Qualifikation für die Weltmeisterschaft 2023.
Am 2. Juli 2023 wurde sie dann für den finalen Kader bei der Weltmeisterschaft 2023 nominiert. Dort kam sie im zweiten Gruppenspiel, bei einer 0:5-Niederlage gegen Schweden, dann auch mit einer Einwechslung in der 59. Minute für Lucia Di Guglielmo zu ihrem Turnier-Debüt.

## Erfolge
- Italienische Meisterin: 2015/16, 2017/18, 2021/22
- Italienische Pokalsiegerin: 2015/16, 2021/22, 2022/23
- Italienische Supercupsiegerin: 2016, 2021, 2023
- Team des Jahres der Serie A: 2022, 2024